# Zlatko Nastevski
Zlatko Nastevski (macédonien : Златкo Настевски) (né le 4 mars 1957 à Skopje à l'époque en Yougoslavie et aujourd'hui en Macédoine) est un joueur de football macédonien naturalisé australien, qui évoluait au poste de milieu de terrain, avant de devenir ensuite entraîneur.

## Biographie

### Carrière de joueur
Zlatko Nastevski joue en Yougoslavie, en Australie et en Malaisie.
Il se classe meilleur buteur du championnat d'Australie en 1989, avec 20 buts.

## Palmarès
| Vardar Skopje - Championnat de Yougoslavie D2 (1) : - Champion : 1978-79. |  | Marconi Fairfield - Championnat d'Australie (2) : - Champion : 1988 et 1989. - Meilleur buteur : 1989 (20 buts). - Coupe d'Australie : - Finaliste : 1996-97. |  | Kedah FA - Championnat de Malaisie : - Vice-champion : 1993-94. |